# Hodoš
Hodoš (en húngaro: Hodos o bien Őrihodos) es una localidad y municipio de Eslovenia. Forma parte de la región de Prekmurje. Tanto el esloveno como el húngaro son lenguas oficiales en el municipio.
Dos pueblos conforman el municipio:
1. Hodoš (Hodos)
2. Krplivnik (Kapornak)
Hodoš es uno de los dos municipios de Eslovenia en los que los eslovenos son minoría (siendo el otro Dobrovnik), y el único en el que hay una mayoría protestante.
El profesor, escritor y pastor luterano János Kardos trabajó y vivió en Hodoš.

## Demografía
Población por lengua materna, censo de 2002
húngaro        210 (58.99%)
esloveno      124 (34.83%)
Otros o desconocido                22 (6.18%)
Total                             356